# سس هاست
سس هاست (هلندی: Cees Haast؛ زادهٔ ۱۹ نوامبر ۱۹۳۸) دوچرخه‌سوار اهل هلند است.

## دستاوردها
۱۹۶۲
- روند ون ریمبورگ هلند (Ronde van Limburg): دوم

- دلتا پروفونده (Delta Profronde): دوم

۱۹۶۴
- مسابقات ملی قهرمانی جاده هلند:‌ دوم

۱۹۶۶
- بوئلتا آ اسپانیا: هفتم و سیزدهم
- مسابقات ملی قهرمانی جاده هلند: دوم
- بوئلتا آ اسپانیا: هشتم

۱۹۶۷
- بوئلتا آ اسپانیا: پنجم

۱۹۶۸
- تور دو لوکزامبورگ: دوم
- تور دو لوکزامبورگ: سوم

## رقابت‌ها

### تور دو فرانس
- ۱۹۶۴: ۳۹ ام
- ۱۹۶۵: DNF
- ۱۹۶۶:‌۳۶ ام
- ۱۹۶۷: ۱۴ ام
- ۱۹۶۹: ۶۳ ام

- ۱۹۶۴: ۳۹ ام

### بوئلتا آ اسپانیا
- ۱۹۶۶: ۸ ام (برنده دور ۷ ام و ۱۳ ام)
- ۱۹۶۷:‌۵ ام
- ۱۹۶۸: ۲۰ ام
- ۱۹۶۹: ۳۲ ام

### جیرو دیتالیا
۱۹۶۸: ۲۲ ام